# Ponca
Los poncas (Páⁿka iyé: Páⁿka o Ppáⁿkka pronunciado  [pãŋꜜka]) son una tribu nativa estadounidense del Medio Oeste de la rama Dhegihan del grupo lingüístico siouan. Existen dos tribus ponca reconocidas a nivel federal: la tribu ponca de Nebraska y la tribu ponca de indios de Oklahoma. Su historia oral afirma que se originaron como tribu al este del río Misisipi, en la zona del valle del río Ohio, y que emigraron al oeste en busca de caza y como consecuencia de las guerras iroquesas.
El término Ponca era el nombre de un clan entre los Kansa, Osage y Quapaws. El significado del nombre es «Los que lideran».

## Historia

### Historia temprana

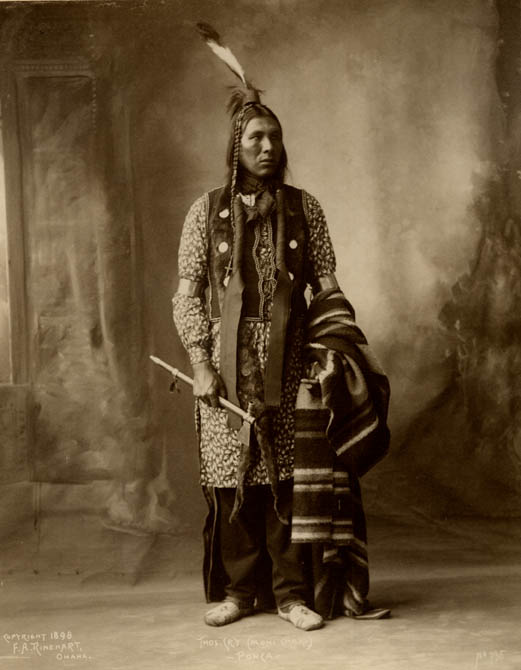
Thomas Cry (Moni Chaki), Ponca, Nebraska, 1898

En el momento del primer contacto europeo, los ponca vivían en torno a la desembocadura del río Niobrara, en el norte de Nebraska. Según la tradición, se trasladaron allí desde una zona al este del río Misisipí justo antes de la llegada de Colón a América. Tribus de habla siouan como los omaha, los osage, los quapaw y los kaw también tienen tradición de haber emigrado al Oeste desde el este del río Misisipí. Las invasiones de los iroqueses desde su base tradicional en el norte expulsaron a estas tribus de la zona del río Ohio. Los estudiosos no pueden determinar con precisión cuándo emigraron las tribus siouan de Dhegiha hacia el oeste, pero saben que los iroqueses también expulsaron a las tribus de las zonas de Ohio y Virginia Occidental en las Guerras de los Castores. Los iroqueses mantuvieron las tierras como cotos de caza.
Los ponca aparecen en un mapa de 1701 de Pierre-Charles Le Sueur, quien los situó a lo largo del alto Misuri. En 1789, el comerciante de pieles Juan Baptiste Munier obtuvo una licencia exclusiva para comerciar con los ponca en la desembocadura del río Niobrara. Fundó un puesto comercial en su confluencia con el Misuri, donde encontró a unos 800 poncas. Poco después, la tribu sufrió una devastadora epidemia de viruela. En 1804, cuando fueron visitados por la expedición de Lewis y Clark, sólo quedaban unos 200 ponca. Más tarde, en el siglo XIX, su número ascendió a unos 700.
La mayoría de los líderes del pueblo Ponca fueron destruidos en 1824. Lakotas hostiles atacaron a una delegación de 30 líderes de diverso rango que regresaban de una visita en un campamento amigo de los oglala lakota. Sólo doce sobrevivieron. «Entre los muertos estaban todos los jefes Ponca, incluido el famoso Hacedor de Humo ...».
A diferencia de la mayoría de los indios de las llanuras, los ponca cultivaban maíz y tenían huertos. Su última cacería exitosa de búfalos fue en 1855.

### Tratados con Estados Unidos
En 1817 la tribu firmó un tratado de paz con Estados Unidos. Mediante un segundo tratado en 1825, regularon el comercio e intentaron minimizar los enfrentamientos intertribales en las Llanuras del Norte. En 1858, los ponca firmaron un tratado por el que cedían parte de sus tierras a Estados Unidos a cambio de protección frente a tribus hostiles y una reserva permanente en el Niobrara. Los Ponca firmaron su último tratado en 1865.  En el Tratado de Fort Laramie de 1868 entre Estados Unidos y los sioux, Estados Unidos incluyó por error todas las tierras ponca en la Gran Reserva Sioux. El conflicto entre los Ponca y los Sioux/Lakota, que ahora reclamaban la tierra como propia según la ley estadounidense, obligó a Estados Unidos a expulsar a los Ponca de sus tierras ancestrales.